# 彭措林
彭措林（Phuntsholing）是不丹王国第二大城市，位于不丹西南部，也是楚卡宗的最大城市。位于不丹与印度的边界附近，平均海拔229米。彭措林距离首都廷布179公里，是不印公路的交通枢纽和不丹通往印度的南大门，与印度城市热岗（Jaigaon）仅有一街之隔，形同一市。

## 建筑与文化
彭措林的印度–不丹边界清楚地划分了两个截然不同的民族和文化。跨越边界即是印度的贾伊加奥恩，它面积更大、更热闹，类似于许多其他西孟加拉邦商业中心，尽管有许多不丹购物者。彭措林是不丹金融、工业和贸易中心，比起其他不丹城镇更具城市特色。它受到了邻国印度文化的影响，但明显比其邻国更安静、更有秩序。

## 经济
大部分货物通过彭措林进入不丹，使该镇成为不丹与印度进行贸易的门户。与中国的边界已关闭。

## 印度边境

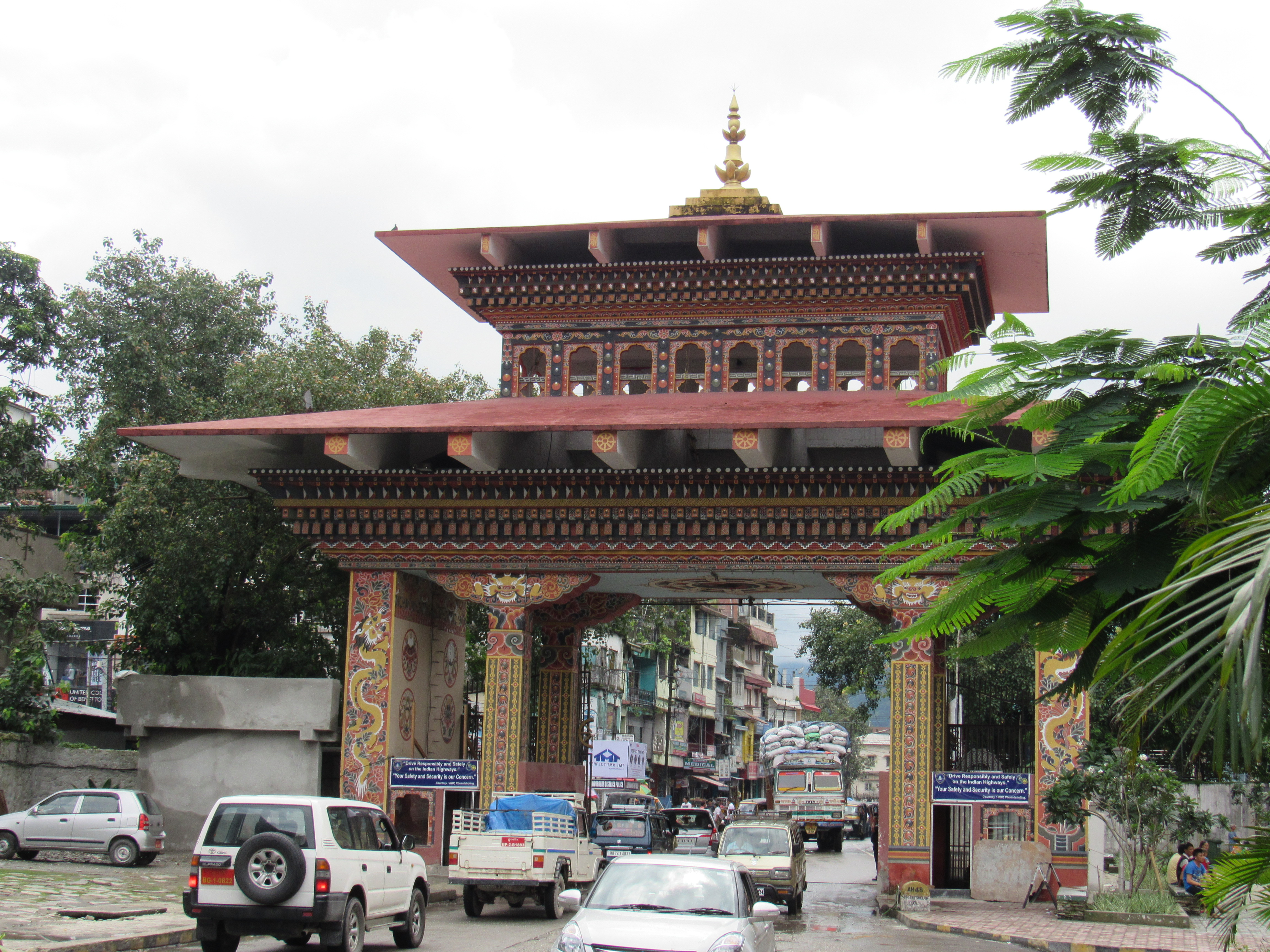
在不丹一侧看不丹和印度之间装饰华丽的边境大门

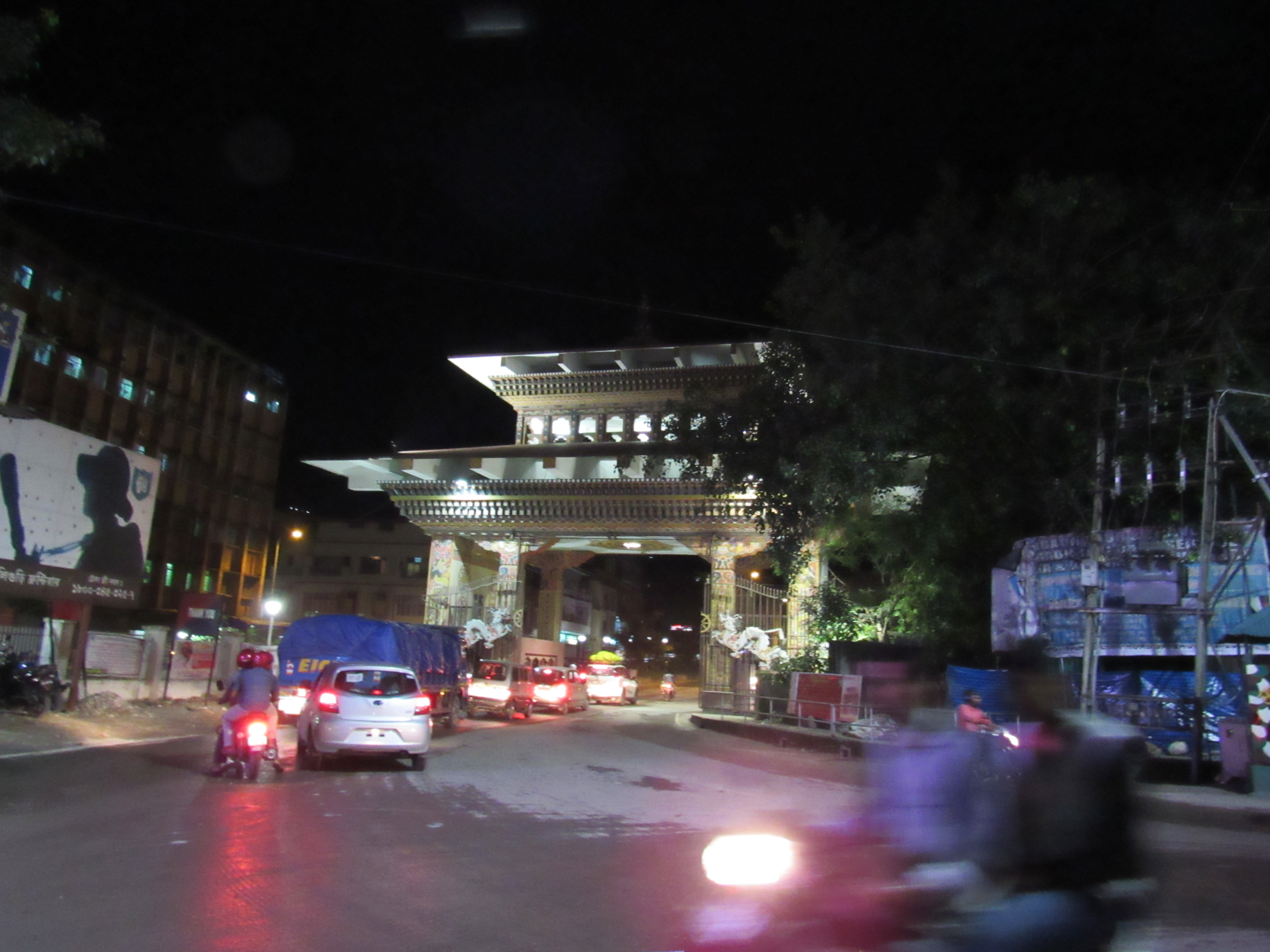
在印度一侧

边界被一堵长墙隔开，只有不丹的一个大门供通行。当地人有时甚至可以在不需要文件的情况下穿越。来自印度、孟加拉国和马尔代夫的游客不需要签证就可以进入不丹，但必须出示身份证明，如护照或选民身份证，然后在彭措林申请进入不丹的许可证。其他外国人需要一个注册的受雇导游提供的签证。进城的大门由印度军队和不丹军队警卫把守。进入大门后地势便开始倾斜。